# Gunung Arjuno
Gunung Arjuno är en kulle i Indonesien.   Den ligger i provinsen Jawa Timur, i den västra delen av landet, 700 km öster om huvudstaden Jakarta. Toppen på Gunung Arjuno är 527 meter över havet.
Terrängen runt Gunung Arjuno är kuperad åt sydost, men åt nordväst är den platt. Terrängen runt Gunung Arjuno sluttar västerut. Runt Gunung Arjuno är det tätbefolkat, med 297 invånare per kvadratkilometer. Närmaste större samhälle är Dampit, 3,5 km väster om Gunung Arjuno. I omgivningarna runt Gunung Arjuno växer i huvudsak städsegrön lövskog.